# 周幽王
周幽王（前796年？—前771年），姬姓，名宮涅，《史記》作宮湦。周宣王之子，西周第十二代君王，也是西周的亡国之君。自前782年至前771年間在位，共11年，諡幽。

## 生平
幽王二年（前780年），關中發生大地震，地震天灾令時人感到国基不稳，太史伯陽甫認為是周朝滅亡的徵兆。
幽王三年，美女褒姒入宮，得到幽王寵愛，不久懷孕，生下一個兒子伯服。於是幽王廢其正室申后與太子宜臼，改立褒姒為后，以其子伯服做太子。史記記載褒姒不愛笑，幽王為博美人一笑，試用許多方法，但不成功，最後用烽火戲諸侯，舉烽火將諸侯軍隊引來，卻沒有敵軍，自己則與褒姒觀看他們被愚弄之可笑，褒姒終於笑起來，使幽王喜悅。此後，屢次舉烽火，但從此失去諸侯對他的信任，不再理會他舉烽火（但此記載真偽存疑）。此外，幽王又任用佞臣虢石父為上卿，祭公敦為司徒，尹球為大夫，导致國人埋怨。此人善於阿諛奉承，又相當勢利。再加上他廢申后與太子的事，讓申后的父親申侯很憤怒。
幽王十一年（前771年），申侯串連繒國與西夷犬戎進攻幽王。此時幽王再舉烽火求救，已經沒有諸侯願意來救他了。最後幽王在驪山下被殺，褒姒被犬戎俘虜，犬戎“尽取周赂而去”，西周滅亡。另有一说是周幽王废除原太子宜臼，废太子宜臼逃到申国，周幽王派兵攻打申国要求交出废太子，申国拒绝并和周幽王交战，结果幽王战死。

## 爭議

### 生年
据《法苑珠林》卷四十三引《搜神記》言「周宣王三十三年，幽王生」，也就是周幽王出生于前795年。然而《搜神記》一书是晋干宝书写的神仙鬼怪的志怪小说，故其所载幽王生年仅供一参考。

### 戰敗原因
李峰《西周的滅亡》一書認為没有證據能說明先秦已有烽火台的設施，目前發現的烽火台遺跡全是漢代所留。況且此事最早的記錄是出自呂氏春秋，寫的是「擊鼓戲諸侯」，然《史記． 周本紀》記載「褒姒不好笑，幽王欲其笑萬方，故不笑。 幽王為烽燧大鼓，有寇至則舉烽火。」提及「烽燧」和「大鼓」，因此「擊鼓戲諸侯」與「烽火戲諸侯」二者有所差異。
2012年初，清华大学整理获赠的战国竹简（“清华简”）时，发现竹简上的记述与“烽火戲諸侯”相左。清华大学收藏的战国竹简记载，周幽王主动进攻原来的申后外家申國，申侯联络戎族打败周王，西周因而灭亡。竹简上并没有“烽火戲諸侯”的故事。清华大学出土文献研究与保护中心刘国忠教授称，史学界就此可以断定烽火戲諸侯并非西周灭亡的原因，甚至可以断定这个故事根本就是编造。

## 家族

### 配偶
- 申后，申侯之女，太子宜臼的母親。
- 褒姒。西元前771年，犬戎入侵關中，下落不明。

### 子女
- 宜臼，即周平王，由於鎬京受到嚴重破壞，東遷雒邑是為東周之始。
- 伯服，褒姒所生。西元前771年，與周幽王同時被犬戎所殺。

### 弟
- 余臣，即周携王，被虢公翰等也拥立为王，使周朝出现了二王并立。[註 1]

## 影視作品
- 《东周列国春秋篇》由王绘春飾演。

### 引用
1. ↑  學者錢穆在其著作《國史大綱》中指出「史公言幽王寵褒姒，褒姒不好笑，幽王舉烽，諸侯悉至，至而無寇，褒姒乃大笑；幽王爲之數舉烽。及犬戎之，舉烽，諸侯救不至，遂殺幽王。此委巷小人之談。諸侯兵不能見烽同至，至而聞無寇，亦必休兵信宿而去，此有何可笑？舉烽傳警，乃漢人備匈奴事耳。驪山之役，由幽王舉兵討申，更不需舉烽。史公對此番事變，大段不甚了了也。」
2. 1 2  《清華大學藏戰國竹簡（貳）·繫年·第二章》：周幽王取（娶）妻於西申，生坪（平）王，王或（又）取（娶）孚（褒）人之女，是孚（褒）姒，生白（伯）盤。孚（褒）姒辟（嬖）於王，王與白（伯）盤迖（逐）坪（平）王，坪（平）王走西申。幽王起師，回（圍）坪（平）王於西申，申人弗畀，曾（繒）人乃降西戎，以攻幽王，幽王及白（伯）盤乃滅，周乃亡。邦君、者（諸）正乃立幽王之弟余臣於虢（攜?），是攜惠王。立廿（二十）又一年，晉文侯仇乃殺惠（攜？）王於虢（攜？）。周亡王九年，邦君者（諸）侯焉始不朝於周，晉文侯乃逆坪（平）王於少鄂，立之於京師。三年，乃東徙，止於成周，晉人焉始啟於京師，奠（鄭）武公亦政（正）東方之者（諸）侯。武公即世，莊公即立（位）。
3. ↑  . 成都日报. 2012-01-13  [2013-04-19]. （原始内容存档于2012-02-02）.
4. ↑  《通鉴外纪·卷三下·周纪一》引《竹书纪年》：幽王死，申侯、鲁侯（应为缯侯）、许文公立平王于申，虢公翰立王子余，二王并立。